# Simulación contractual

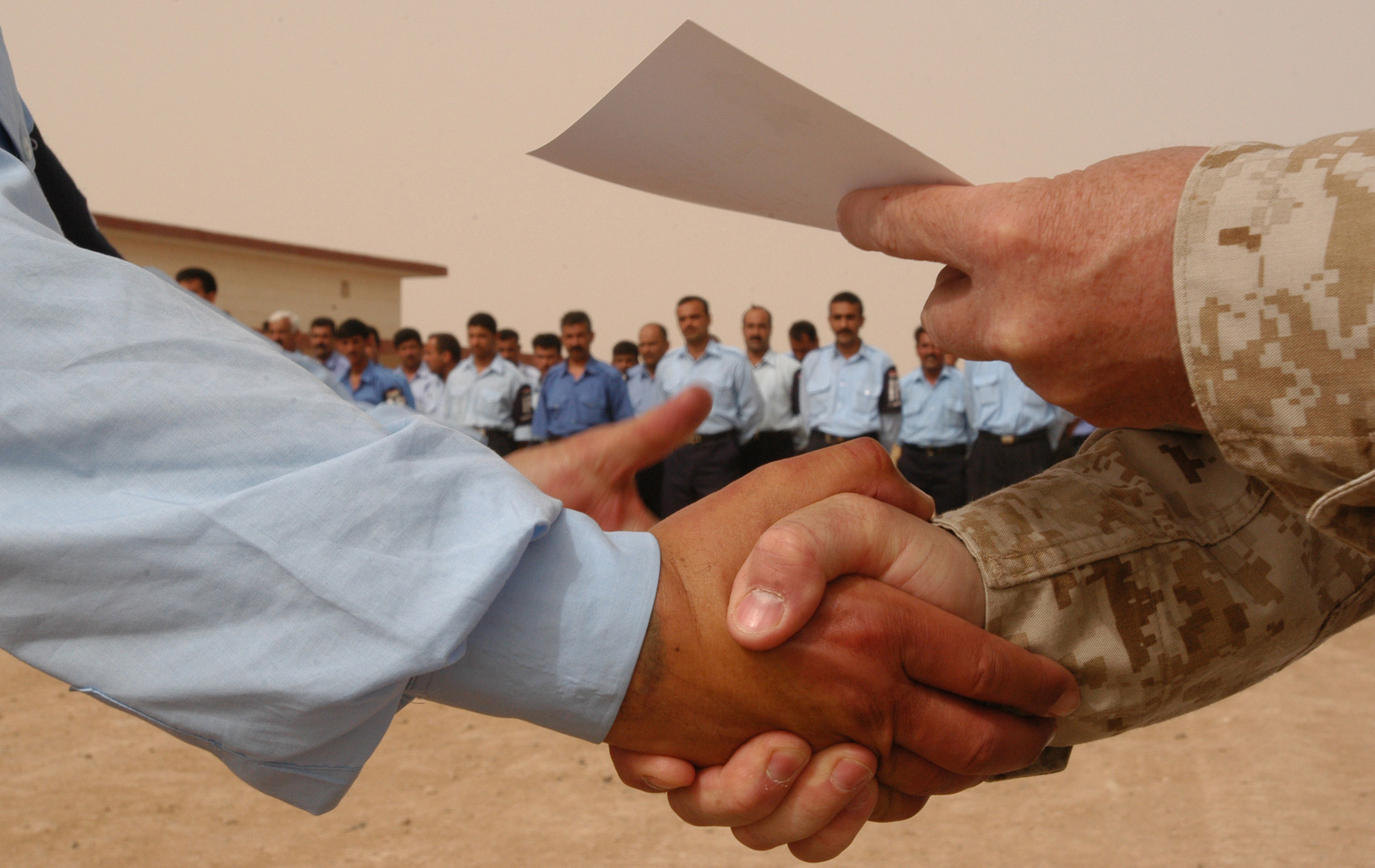
A veces el contrato se queda sólo en simples apariencias.

Existe simulación contractual cuando voluntariamente, y con el fin de eludir a posibles acreedores o de evitar alguna de las obligaciones ligadas al verdadero contrato, un mismo negocio jurídico se ha convenido por los intervinientes mediante una duplicidad de contratos; uno de ellos aparente (contrato simulado) y otro no aparente (contrato disimulado), siendo este último el verdadero y, por ello el que debe prevalecer, aunque el negocio haya sido revestido con la apariencia del contrato formalizado sólo para enmascarar el verdadero negocio.La simulación es, en definitiva, la declaración de un contenido de voluntad no veraz, emitida conscientemente y de acuerdo entre las partes, para producir, con engaño, la apariencia de un negocio jurídico irreal, que no existe, o que es distinto de aquel que realmente se ha llevado a cabo. La detección de los casos de simulación contractual es ciertamente compleja y a veces rebelde. A tal fin la doctrina jurisprudencial tiene sentada una técnica basada en no exigir pruebas plenas sino bastada en presunciones o indicios que facilitan el análisis de los hechos y que cooperan a obtener conclusiones indubitadas respecto a la calificación de un contrato como contrato simulado.

## Indicios de simulación contractual
Los indicios, o presunciones, que habitualmente revelan la existencia de la simulación y que los tribunales ponen de manifiesto en sus resoluciones, principalmente son:
PRIMERO.- El indicio del «tempus suspectus», el que la transmisión cuestionada se efectúe en un período sospechoso, tras haber contraído el transmitente una o varias deudas que comprometen seriamente su patrimonio, o en previsión de esa situación, y con la finalidad de sustraer el bien transmitido a las acciones que puedan entablar los acreedores para el cobro de sus créditos.
SEGUNDO.- El indicio de la «affectio», la relación de parentesco existente entre los sujetos del contrato que favorece la existencia cierta de una connivencia entre los contratantes con esa finalidad de ocultamiento y defraudación.
TERCERO.- El indicio llamado de «omnia bona», el hecho de que el transmitente se desprenda de todos sus bienes, con el propósito de frustrar de esta manera el éxito de las acciones que puedan ejercitarse contra él.
CUARTO.- El indicio del «pretium vilis», e, incluso, inexistencia de precio, o precio por debajo de los valores de mercado en la fecha del contrato.

## Clases de simulación
Son dos: simulación absoluta y simulación relativa. La simulación absoluta (simulatio absoluta) supone haberse creado la apariencia de un negocio y, en verdad resulta que no se quiso dar vida a tal negocio, sino tan sólo a su apariencia engañosa; se oculta la carencia de la causa. La denuncia de esta simulación lleva a que se declare la inexistencia o nulidad del negocio, por carencia o falsedad de la causa (arts. 1261 y 1275). Por el contrario, la simulación relativa es una figura jurídica mucho más compleja (simulatio non nuda) que la simulación absoluta. Se ha de tener en cuenta en ella, no sólo el negocio simulado y el acuerdo sobre el encubrimiento, sino también el negocio jurídico ocultado, de tal manera que efectivamente el negocio aparente debe declararse nulo, pero queda intacto el contrato ocultado, contrato que será eficaz si reúne las condiciones para su validez. La simulación total o absoluta, simulatio nuda, contraventora de la legalidad, implica un vicio en causa negocial. La simulación relativa puede originar mayores consecuencias. (Sobre el tratamiento diferencial de cada clase de simulación, se recomienda consultar las sentencias del Tribunal Supremo de España, de 29 de julio de 1993 y de 27 de febrero de 1998).